# 邓榕
邓榕（1950年1月25日—），小名毛毛，笔名萧榕，邓小平的三女儿，出生于重庆，毕业于北京医学院（现北京大学医学部），曾任中国驻美国大使馆三等秘书、总政治部组织部副处长、全国人大政策研究室副主任、中国国际友好联络会副会长、北京国际音乐节组委会执行主席等职，著有《我的父亲邓小平》一书。丈夫为中国保利集团公司名誉董事长，总参装备部少将贺平。有一女，名卓玥。

## 文革经历
1966年无产阶级文化大革命开始时，邓榕在北京师范大学附属女子中学（今北京师范大学附属实验中学）就读。8月5日参与了学生殴打副校长卞仲耘致死的事件。
为著名“老红卫兵”组织“西糾”和“聯動”的代表人物。
在六一七事件中，邓小平曾亲自指示团中央书记处书记胡启立把师大女附中当作运动重点，并搞成“典型”。而邓小平的女儿邓榕也在该校上学，邓小平通过邓榕了解该校的运动情况，做出指示。
邓榕曾询问邓小平反工作组对不对，邓说：“反工作组不对，这符合了社会上反工作组的逆流。”邓小平这样一句话，导致了许多的学生被打成“反革命”。
邓榕后来对师大女附中的五十天回忆到：“邓小平多次和我说：要不断地分类排队，划分左中右等等，目的就是要‘选准打击目标’。这个目标就是革命群众，这成了我的指导思想。在我做大队工作的时候，忠实地执行了这些指示。在 初一、初二各班中，让各班辅导员首先分类排队，划分左中右，实际上就是排‘黑名单’，找出依靠对象和打击对象。有的班共分七、八类之多，开几次辅导员会也都说各班谁是左派，谁是右派……。当时，一些班里的领导小组成员出身不怎么好，由于受反动血统论之毒害，我极端的唯出身论，满脑子想得都是‘夺权’，在排黑名单之后，就大搞夺权斗争，想把各班都换上我们信任的人，热衷于调查家庭问题，今天你是领导小组的，明天一调查出你家有问题，就换掉。为了开一个改选会，商量半天，估计各种情况。恶毒地是先把一些同学在班上搞臭，激起民愤，然后再改选、换掉，完全是运动群众。

## 文革后经历
20世纪80年代末期至90年代初期，邓小平露面时大多由邓榕搀扶。

## 著作
- 《我的父亲邓小平》（上卷）1993年中央文献出版社
- 《我的父亲邓小平》（下卷）1993年中央文献出版社
- 《我的父亲邓小平 激情年华》2010-01中央文献出版社
- 《我的父亲邓小平 戎马生涯》2010-01中央文献出版社
- 《我的父亲邓小平 文革岁月》2000-06中央文献出版社

## 家庭
- 丈夫 - 賀平（1946年4月-）：湖北省人。现任全国政协委员、中国保利集团公司名誉董事长、中国国际友好联络会顾问[9]。
- 女兒 - 卓玥（1980年-）：1996年16岁去美国留学7年，在美國读完高中、大学，毕业于美国维斯理学院心理学专业。與丈夫馮波育有1子；
- 女婿 - 馮波（1969年10月-）：父亲是国务院参事和中国民盟中央副主席冯之浚，母親董丽惠，哥哥是投资家冯涛。馮波1987年18歲留學美國，1992年毕业于旧金山摩云大学電影導演專業。1997年回國，2004年合夥創建联创策源投资基金。

## 荣誉

### 外国勋章奖章
- 友谊勋章（俄罗斯，1999年11月13日批准[10]，1999年12月10日于北京颁发[11]）
- 意大利共和国功绩大十字骑士勋章（義大利語：Ordine al merito della Repubblica Italiana）（意大利，2005年2月28日公布[12]）